# 第一亞塞諾韋
47°54′26″N 30°0′54″E / 47.90722°N 30.01500°E
第一亞塞諾韋（烏克蘭語：Ясенове Перше）是位於烏克蘭西南部的村莊，由敖德萨州波季利斯克区的澤萊諾希爾斯凱市鎮負責管轄。該村始建於1880年，面積2.31平方公里，海拔高度97米，2001年人口586，人口密度每平方公里253.46人。